# Seilgarten

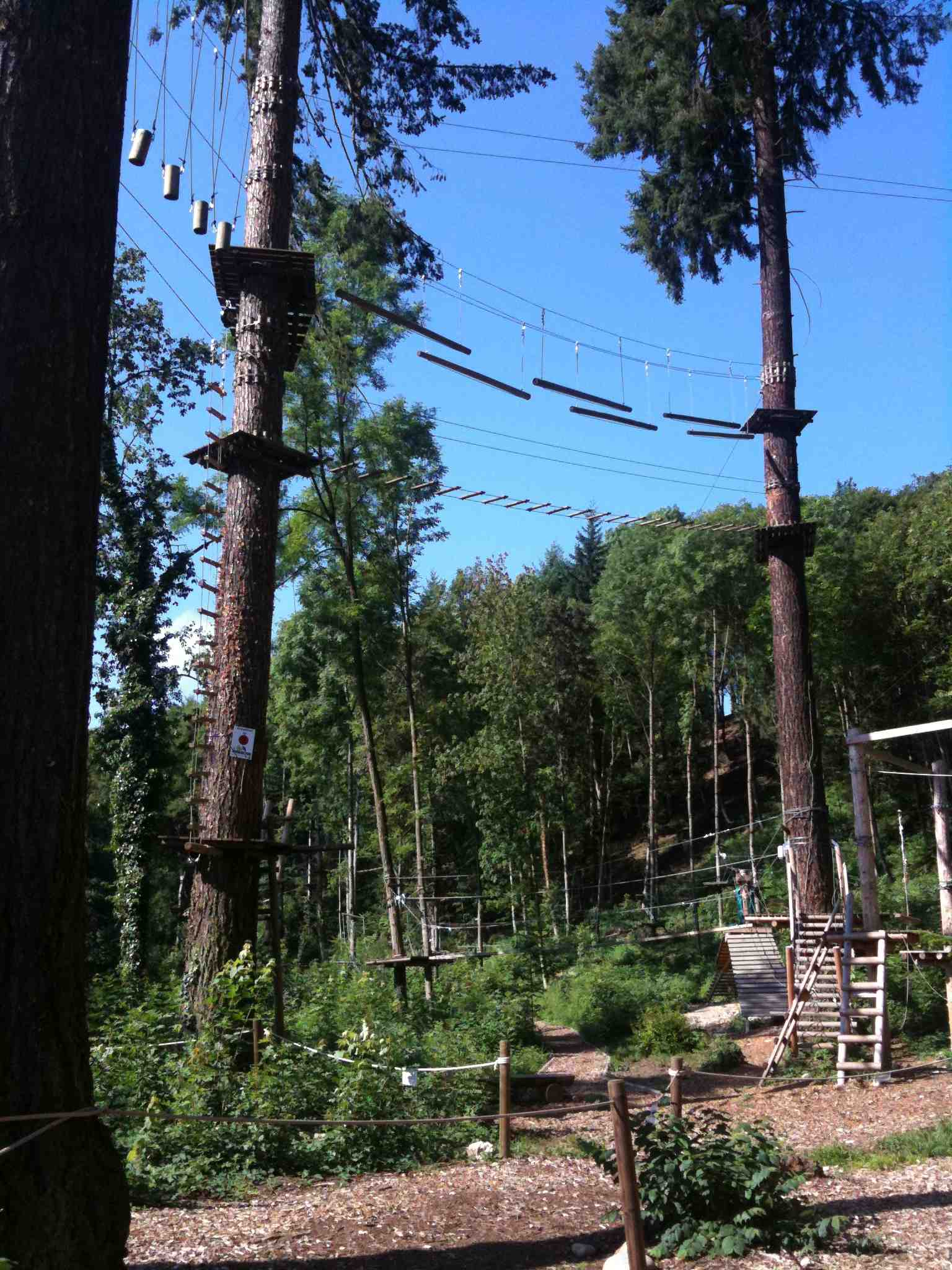
Waldseilgarten

Ein Seilgarten (in der Schweiz auch Seilpark) besteht aus mehreren Masten oder Bäumen, die durch verschiedene Elemente (Seilbrücken, Balken etc.) verbunden sind.
Befinden sich die Seile in einer Höhe, die eine Sicherung des Teilnehmers nötig macht, spricht man von einem Hochseilgarten. In Niedrigseilgärten werden die Seile in Absprunghöhe (in der Regel unter einem Meter) angebracht. Sind die Elemente zwischen Bäumen installiert, nennt man dies Waldseilgarten oder Kletterwald. In einigen Fällen werden Seilgärten als Klettergarten bezeichnet. Allerdings kommt es bei Seilgärten weniger auf Klettertechnik an, als vielmehr auf Schwindelfreiheit und Überwindung der eigenen Ängste.
Seilgärten können stationär als feste Installation, mobil (transportabel) oder temporär (kurzzeitige Seilaufbauten) errichtet werden. Mobile und temporäre Seilaufbauten werden häufig in der Jugendarbeit und der Erwachsenenbildung im Rahmen von Outdoor-Trainings eingesetzt.

## Historischer Hintergrund

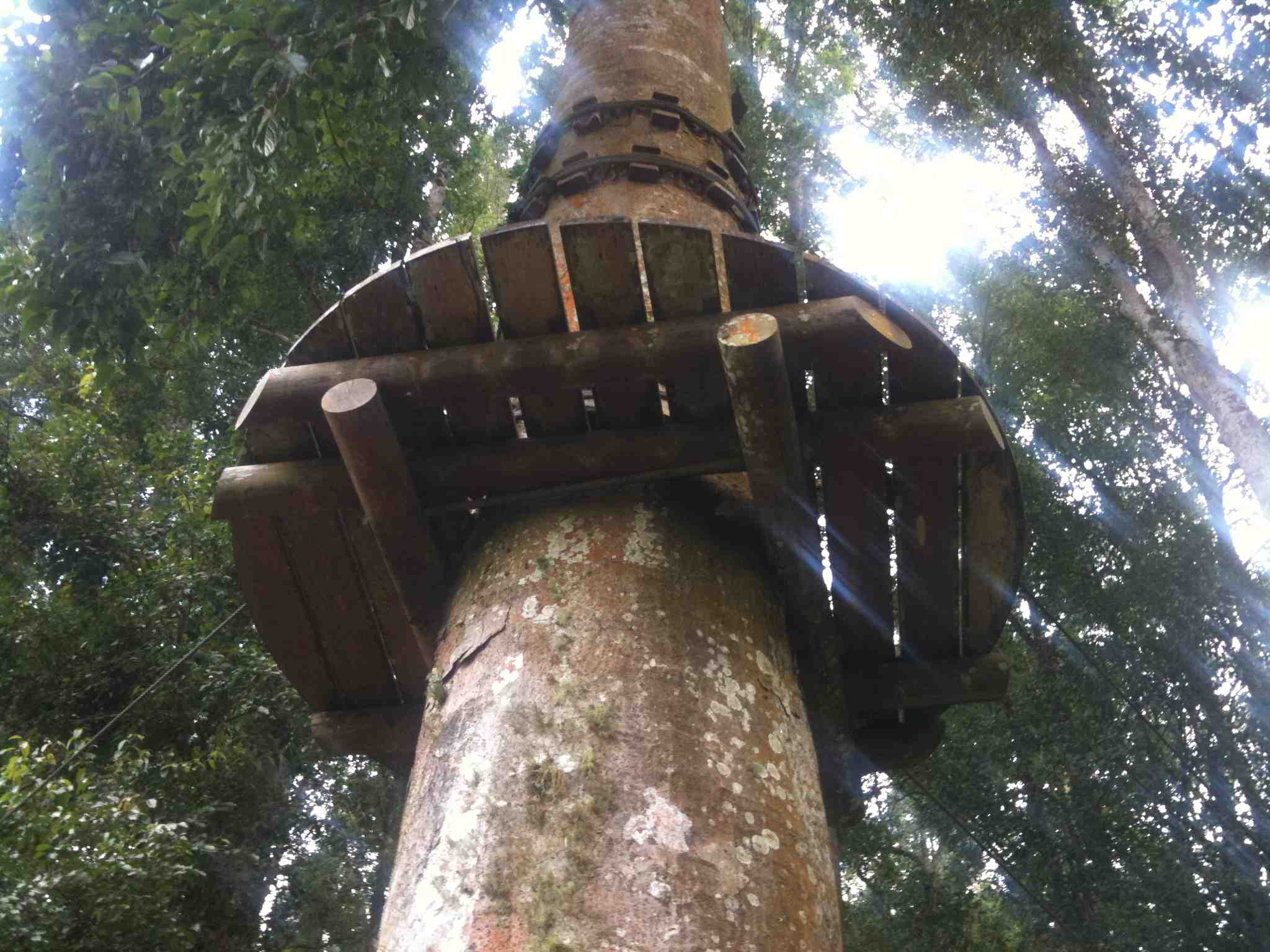
Round-Plattform

Der erste Seilgarten wurde 1875 in Frankreich errichtet und diente vor allem der physischen Herausforderung der Teilnehmer. Während des Zweiten Weltkrieges wurden Seilgärten als Hindernisparcours zum Training der körperlichen Fitness vom britischen Militär eingesetzt.
1941 setzte der deutsche Reformpädagoge Kurt Hahn Seilgärten als erlebnispädagogisches Element in den von ihm gegründeten Outward-Bound-Schulen ein.
Mitte der 1960er Jahre setzten sich Seilgärten als zentrales Element von Outdoorseminaren in den USA durch. Darauf aufbauend entstanden auch in Deutschland zahlreiche erlebnispädagogische Seilgärten.
Mitte der 2000er setzten sich vor allem touristisch geprägte Seilgartenkonzepte wie Kletterwälder und Abenteuerparks durch.

## Formen von Seilgärten

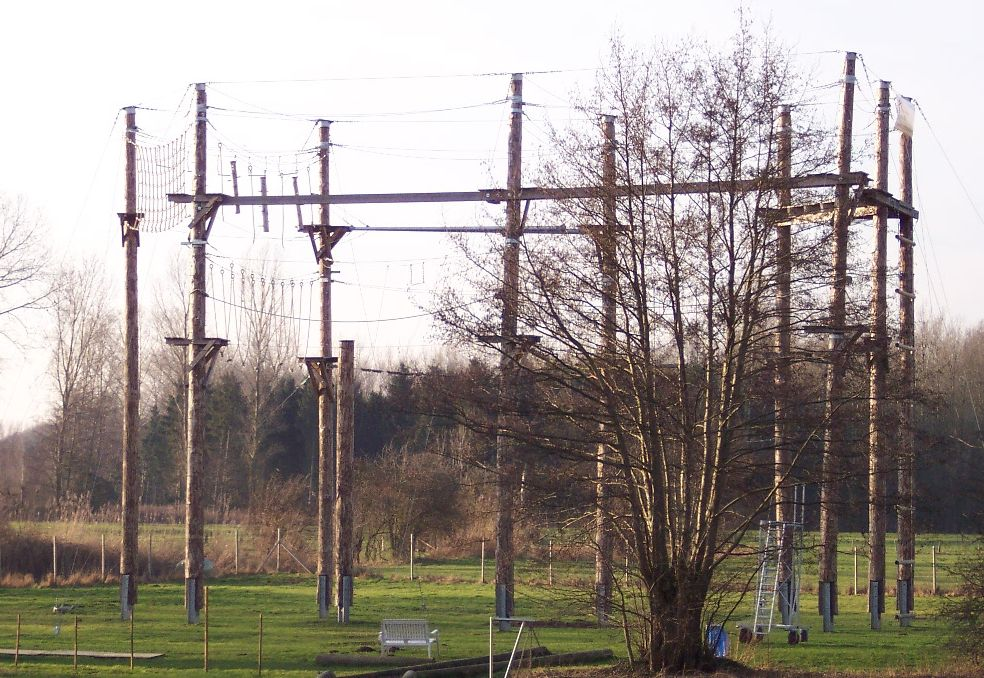
Hochseilgarten in Mastbauweise

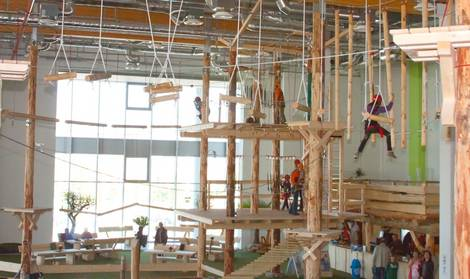
Indoor-Park in einem Einkaufszentrum

Man kann Seilgärten nach folgenden Kriterien unterscheiden:
- Standzeit der Anlage: permanent/temporär
- Beweglichkeit der Anlage: stationär/mobil
- Höhe der Elemente: hoch/niedrig
- Höhe der Lebenslinie: mittlere Höhe/außer Reichweite
- Tragwerksystem: Masten/Gebäude/Bäume
- Nutzungskonzept: pädagogische Orientierung/touristische Orientierung

Des Weiteren lassen sich Seilgärten hinsichtlich der verwendeten Sicherungssysteme und der Anlagenbeanspruchung unterscheiden. Der Bau der Anlage hängt im Wesentlichen von den Nutzungskonzepten ab.
In Waldseilgärten wird vor allem auf eine baumschonende Installation geachtet. In den meisten Fällen werden die Plattformen nach dem Reibungsprinzip an den Baum gepresst. Bei der Befestigung der Übungselemente können Baumschutzmäntel aus Holz oder Gummi verwendet werden, die ein Reiben der Seile an der Borke verhindern. Die Gefahr des Einwachsens von Plattformen und Seilen in den Baum kann durch regelmäßige Positionsänderung gemindert werden.

## Nutzungskonzepte

### Pädagogisch orientierte Seilgärten

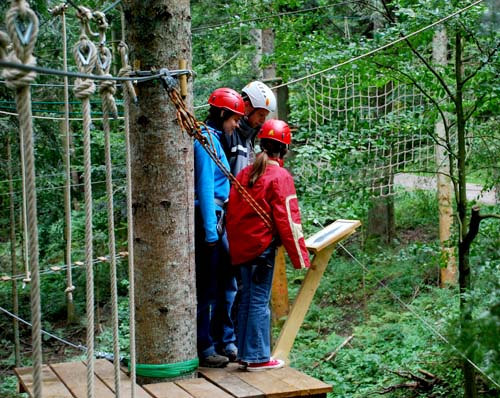
Höhenlehrpfad als waldpädagogisches Element

Den klassischen Seilgärten liegt im Wesentlichen eine erlebnispädagogische Konzeption zugrunde. Der Fokus liegt dabei oftmals auf Teamtraining und/oder Persönlichkeitsentwicklung. Dabei werden vor allem Kompetenzen wie Kommunikationsfähigkeit und positives Sozialverhalten sichtbar gemacht und gefördert. Seilgärten mit pädagogischer Ausrichtung werden auch als Teamseilgarten bezeichnet.
Pädagogisch orientierte Seilgärten bedienen sich neben ausgesuchten hohen Elementen (siehe auch Übungen in Seilgärten) vor allem auch Niedrigseilelementen, die als Problemlöseaufgaben konzipiert werden und neben der Kommunikationskompetenz auch die Problemlösungskompetenz fördern.
Im individuellen Maßstab sind Seilgärten besonders dafür geeignet, das Selbstvertrauen zu stärken und persönliche Ängste abzubauen.
Seilgärten dieser Form werden im Wesentlichen in der Arbeit mit Jugendlichen als auch in der Erwachsenenbildung („Managementtrainings“) eingesetzt. Wichtige Erfolgsfaktoren sind die Fokussierung auf das Vorhandensein von erlebnispädagogisch geschultem Personal sowie eine Konzeption, die den Transfer des Erlebten in den Alltag sicherstellt.
Neben dem erlebnispädagogischen Ansatz können insbesondere Waldseilgärten als waldpädagogisches Element eingesetzt werden. So werden teilweise Waldseilgärten mit Waldlehr- und Walderlebnispfaden auf dem Boden angeboten. In ersten Ansätzen werden Waldseilgärten bereits als eigenständiges waldpädagogisches Element eingesetzt.

### Touristisch orientierte Seilgärten

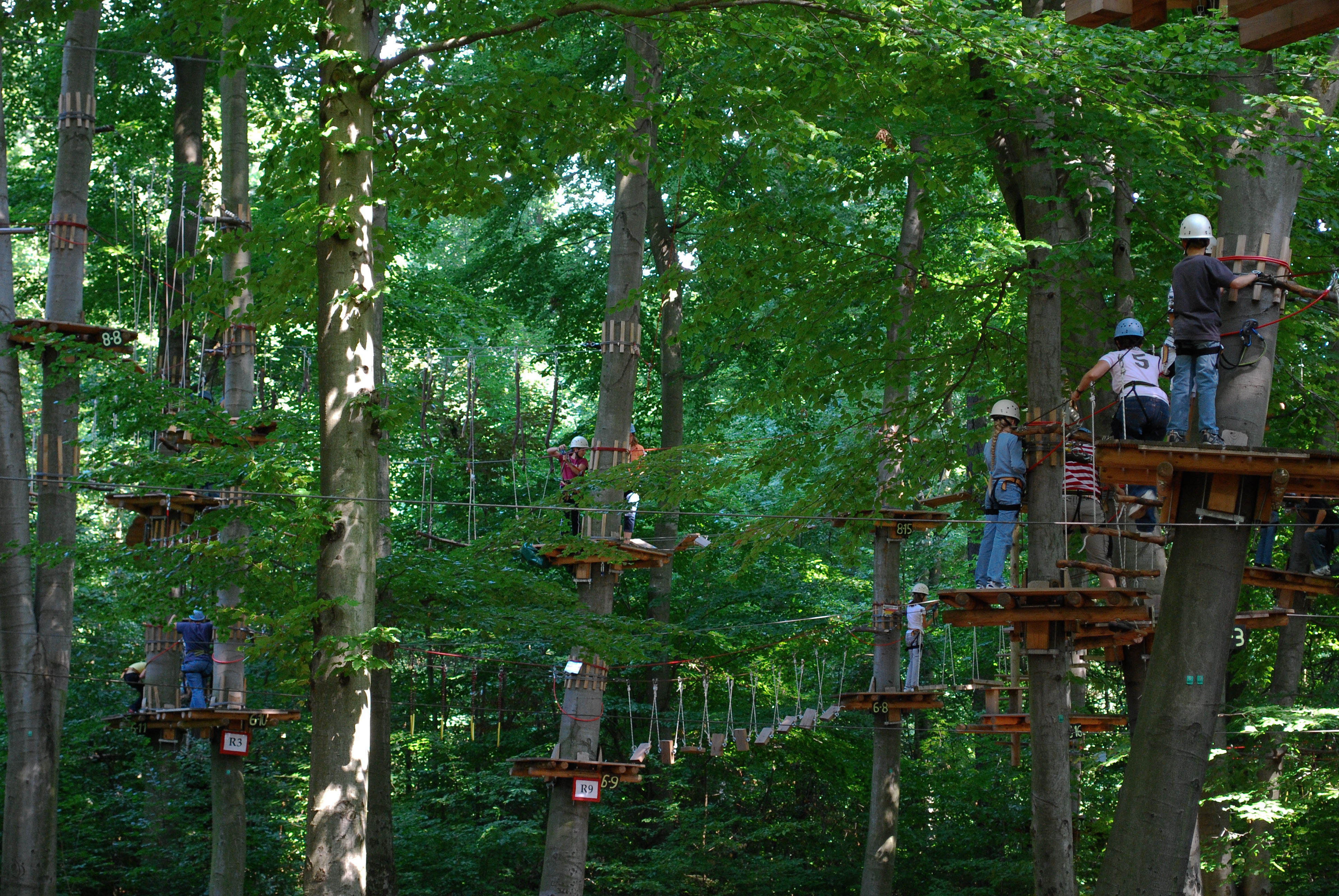
Touristisch genutzter Waldseilgarten

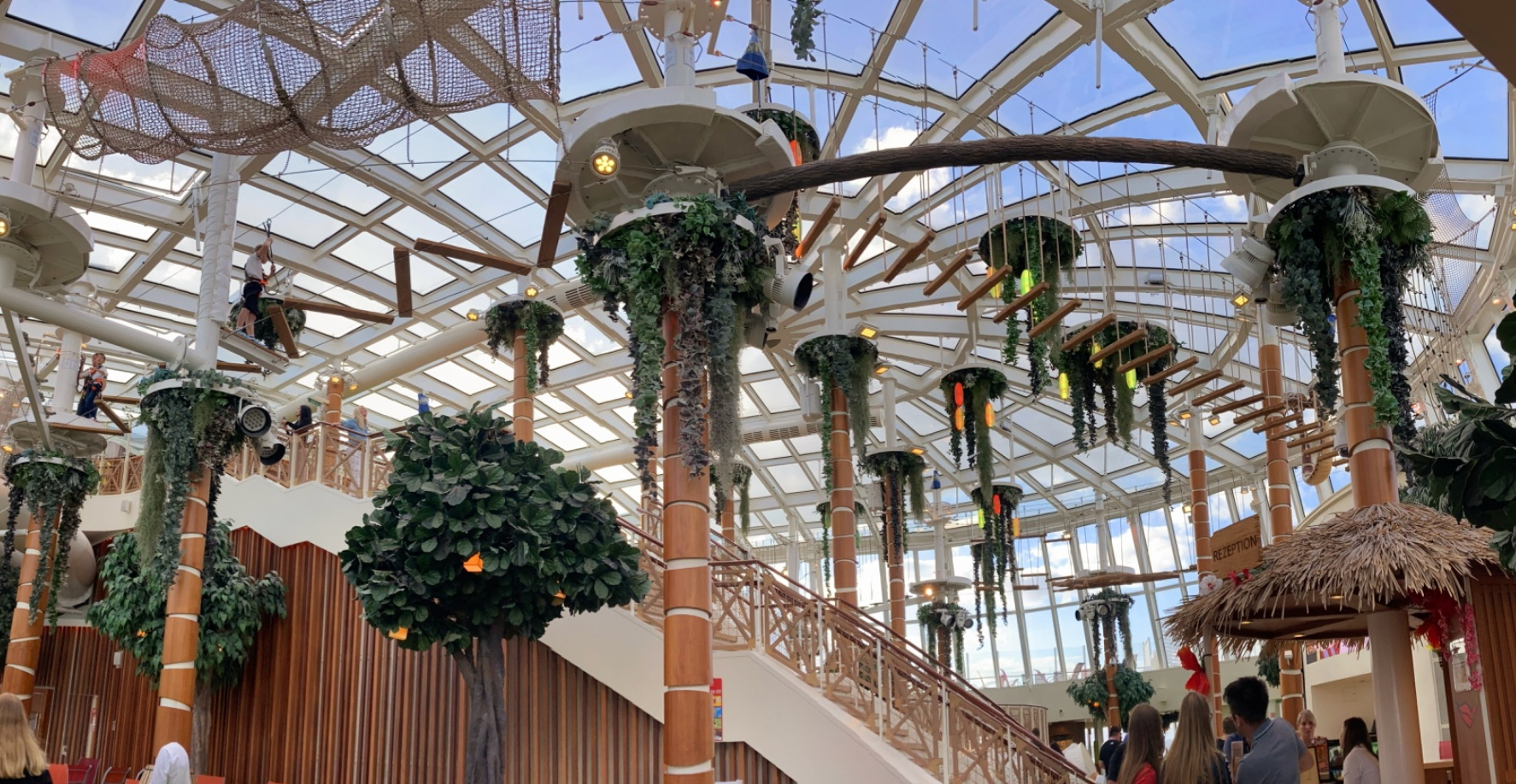
Indoor-Park auf einem Kreuzfahrtschiff

In den letzten Jahren wurden vor allem touristisch orientierte Konzeptionen wie Kletterwälder oder Abenteuerparks in Deutschland realisiert. Dabei handelt es sich um größere Waldseilgärten, bei denen eine Vielzahl von künstlichen Hindernissen (Übungen) aus Seilen, Netzen und Holzelementen in unterschiedlichen Höhen in Bäumen installiert sind.
Durch eine sinnvolle Anordnung mehrerer solcher Hindernisse entstehen Parcours, bei deren Durchquerung viele Grundbewegungsformen wie Steigen, Hangeln, Balancieren, Halten, Rutschen und Gleiten gefordert werden. Als Grundmaterialien dienen Stahlseile, Holz in verschiedenen Variationen, Netze und Seile, die zu verschiedenen Bewegungsaufgaben kombiniert werden. Gut durchdachte Kletterwälder bestehen aus mindestens drei Routen mit jeweils 7–20 Übungen. Üblich sind mittlerweile jedoch Kletterwälder mit 70 und mehr Elementen.
Touristisch orientierte Seilgärten sind meist für ein größeres Besuchervolumen ausgelegt. Sie verfolgen in der Regel keine spezielle pädagogische Konzeption, sondern sehen die individuelle, körperliche und auch psychische Herausforderung als Freizeitgestaltung im Vordergrund. Zur Benutzung eines Kletterwaldes ist weder spezielle körperliche Fitness noch spezifische Erfahrung erforderlich. In neuerer Zeit werden Seilgärten auch als Attraktion auf Kreuzfahrtschiffen angeboten.
Die Sicherung der Besucher erfolgt in der Regel eigenverantwortlich durch Selbstsicherungssysteme (siehe Sicherungssysteme). Vor der Begehung werden die Teilnehmer in speziellen Übungsparcours in die Benutzung der Sicherheitsausrüstung eingeführt und durchlaufen danach eigenverantwortlich die einzelnen Parcours.

## Übungen in Seilgärten

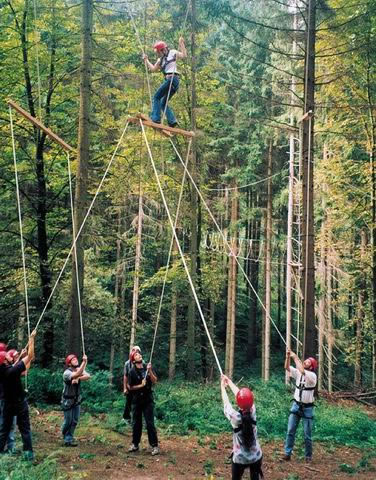
Teamübung im Waldhochseilgarten

Als Übungen kommen unter anderem zum Einsatz:
- Seilbrücken und Hängebrücken aus Holz und Seilen mit und ohne Führung
- Sprünge über einen tiefen Abgrund
- Schwingen am Seil zu einem bestimmten Ziel; Entwickeln von Hilfen für die schwächeren Teilnehmer
- Hangeln durch Netze mehrere Meter über dem Boden
- gegenseitiges Abstützen beim gemeinsamen Gang über freischwebende Balken oder Seile (z. B. High V oder High Y), wobei verschiedene Hilfsmittel zur Verfügung stehen können (zweites Seil oder Schlappseil, von oben herabhängende Seilenden, …)
- gegenseitige Unterstützung beim Erklettern von Hindernissen (z. B. Giant Ladder, Kings X)
- Seilbahn im Fanggurt über einen Abgrund (Flying Fox); ist die Fahrt nicht allein durch das Gefälle möglich, so müssen die Partner mit vorgegebenem Material phantasievoll Hilfsmöglichkeiten entwickeln
- „freies“ Emporklettern an einem frei stehenden Baumstamm (Pampers Pole)

Darüber hinaus gibt es beliebige Kombinationen verschiedener Sprünge und anderer „Mutproben“.

## Sicherungssysteme

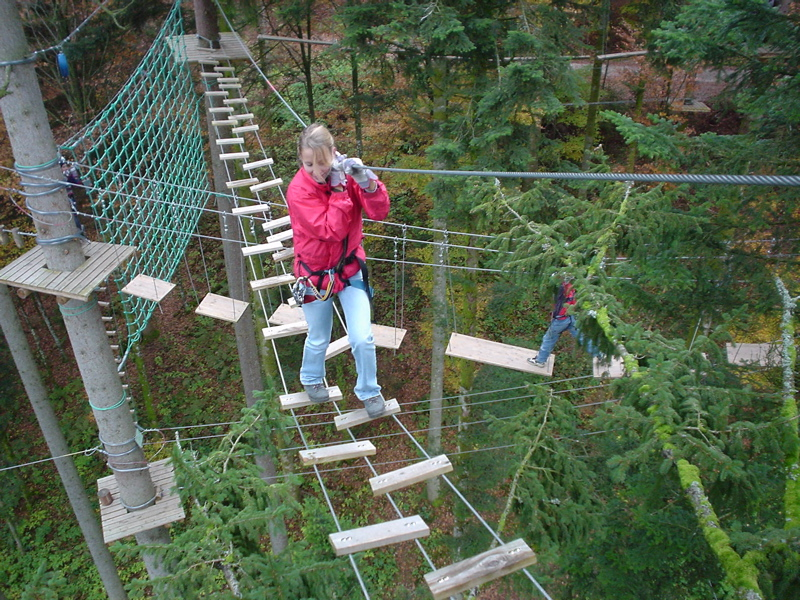
Selbstsicherung (Karabiner)

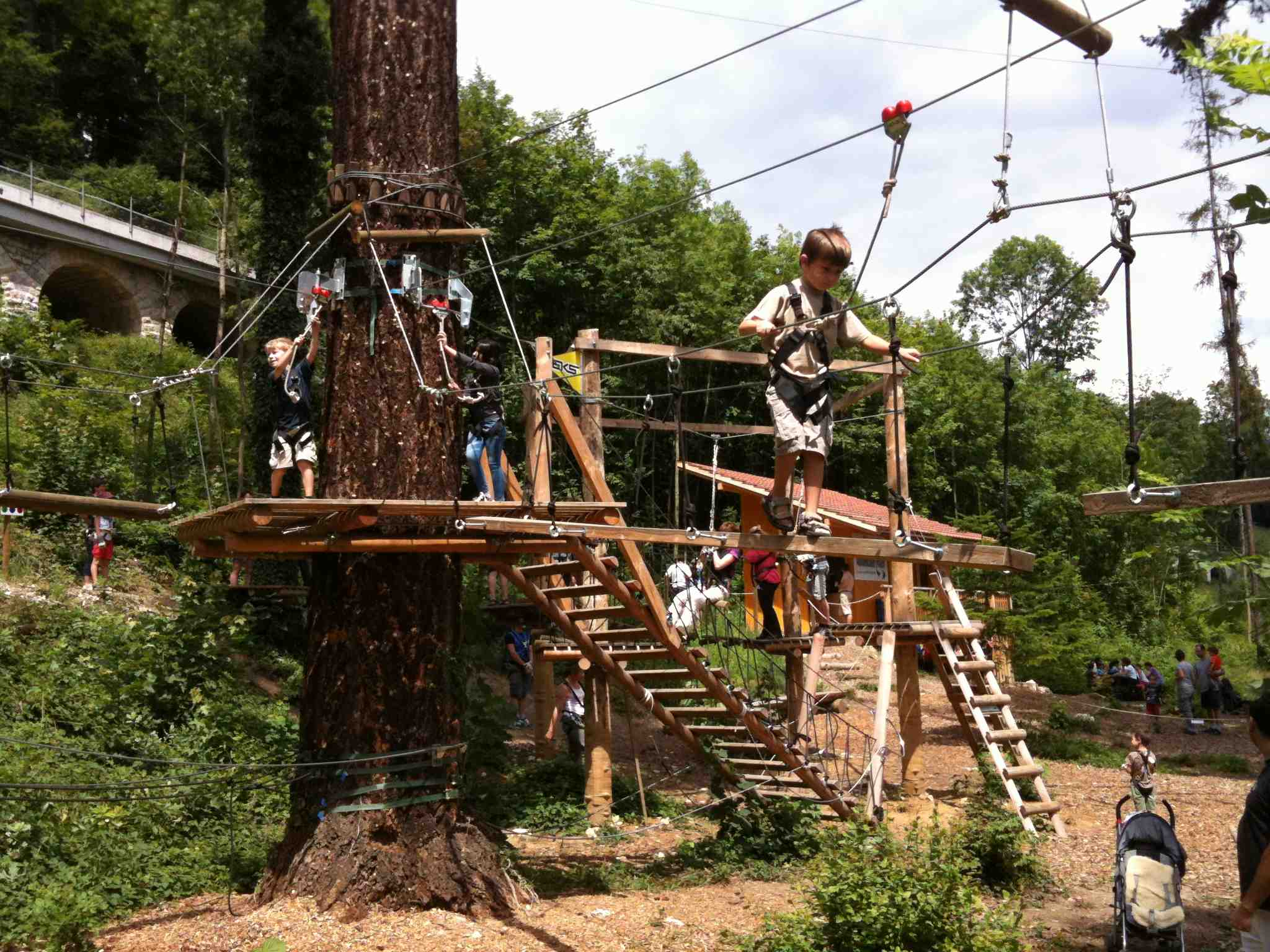
Durchlaufendes Sicherungssystem für Kidsparcours ab 4 Jahren

Die Sicherheitsausrüstung eines Teilnehmers besteht grundsätzlich aus einem Klettergurt. Es werden sowohl Hüftgurte, Komplettgurte als auch Kombinationen aus Hüft- und Brustgurten verwendet. In zahlreichen Seilgärten werden auch Handschuhe und Helme getragen.
Bei den Sicherungssystemen werden folgende Typen unterschieden (nach EN 15567):
- Toprope-Sicherung
- Selbstsicherung (Karabiner)
- Permanentes Sicherungssystem (z. B. Smart Belay)
- Durchlaufendes Sicherungssystem

Bei der Toprope-Sicherung wird der Teilnehmer durch mindestens einen weiteren Teilnehmer gesichert. Dieses System wird üblicherweise bei erlebnispädagogischen Seminaren verwendet und bedingt die Beaufsichtigung durch mindestens einen ausgebildeten Trainer. Das gegenseitige Sichern unter Aufsicht schult das Verantwortungsbewusstsein und bildet somit ein eigenes erlebnispädagogisches Element.
Am häufigsten werden klassische Selbstsicherungssysteme verwendet, bei denen der Teilnehmer sich eigenständig auf den Plattformen in die nächste Übung einhängt. Selbstsicherungssysteme bestehen grundsätzlich aus zwei Karabinern (optional auch ein Karabiner und eine Seilrolle), die nacheinander umgehängt werden und auf diese Weise die Sicherung der Teilnehmer gewährleisten. Bei falscher Handhabung kann es zum Aushängen beider Karabiner und damit zu einer kompletten Entsicherung kommen. Diese Situation kann ein lebensgefährliches Risiko bedeuten. In diesem Zusammenhang sind einige (auch tödliche) Unfälle bekannt geworden.
Seit dem Jahr 2010 werden auf Selbstsicherungsparcours zunehmend neuartige Permanent-Selbstsicherungssysteme verwendet, die auch als „kommunizierende Karabinersysteme“ bezeichnet werden. Es handelt sich um die Weiterentwicklung der Karabiner-Selbstsicherungs-Sets, bei denen während des Kletterns ein Karabiner nur dann aus der Sicherungslinie ausgehängt werden kann, wenn der andere dort eingehängt bleibt. Diese Systeme können die Gefahr des unbeabsichtigten Aushängens beider Karabiner reduzieren oder sogar vollständig vermeiden, ohne das freie Klettern an beliebigen Elementen, Überholmöglichkeiten und das Selbstsichern als Teil des Klettererlebnisses einzuschränken.
Durchlaufende Sicherungssysteme gewährleisten die permanente Sicherung der Teilnehmer. Sie weisen gegenüber den Karabinersystemen allerdings verschiedene Einschränkungen beim Klettern auf. Durchlaufende Sicherungssysteme bestehen aus einer über mehrere Kletterelemente hinweggehenden Sicherungslinie (Drahtseil/Schiene), in die sich der Teilnehmer am Startpunkt mittels eines Hakens oder einer speziellen Seilrolle eines Parcours einmalig einhängt oder eingehängt wird. Das unbeabsichtigte Aushängen wird, wie auch das selbstständige Umhängen, bis zum Ende des jeweiligen Parcours vermieden. Bei diesen Systemen können bestimmte Kletterelemente (Tarzansprünge, Fallsprünge etc.) nicht integriert werden, ohne das Konzept der durchlaufenden Sicherung zu verlassen. Überholen der Teilnehmer oder ein Wechsel des Parcours sind nur an Stellen mit Weichen möglich.
Über das Sicherheitsniveau der kommunizierenden Karabinersystemen und der durchlaufenden Sicherungssysteme liegen noch keine vergleichenden Studien vor. In der Werbung werden unterschiedliche Vor- und Nachteile beider Systeme herausgehoben, ohne belegen zu können, welches System sicherer ist. So kann es theoretisch bei allen Systemen zu bewussten Manipulationen der Benutzer kommen. Bei Systemen mit Seilrollen kann es leichter zu „Auffahrunfällen“ kommen. Bei durchlaufenden Systemen können bei Evakuierungen der Kletteranlagen entscheidende Verzögerungen auftreten. Bei kommunizierenden Karabinersystemen ist nicht mit allen Systemen sichergestellt, dass die Kletterer sich an den richtigen Seilen einhängen. Durchlaufende Systeme verleiten den Seilgartenbetreiber leicht dazu, die direkte persönliche Aufsicht im Parcours zu vernachlässigen, obwohl diese Systeme nicht als unfallfrei gelten.
In Niedrigseilgärten erübrigt sich die Seilsicherung. Jedoch darf auch hier die Gefahr eines unkontrollierten Sturzes oder der Strangulation nicht unterschätzt werden. Die Sicherung erfolgt daher durch einen oder mehrere Partner, die sich bereithalten, den Fallenden zu stützen („spotten“).

## Sicherungsvorschriften für den Betrieb eines Hochseilgartens

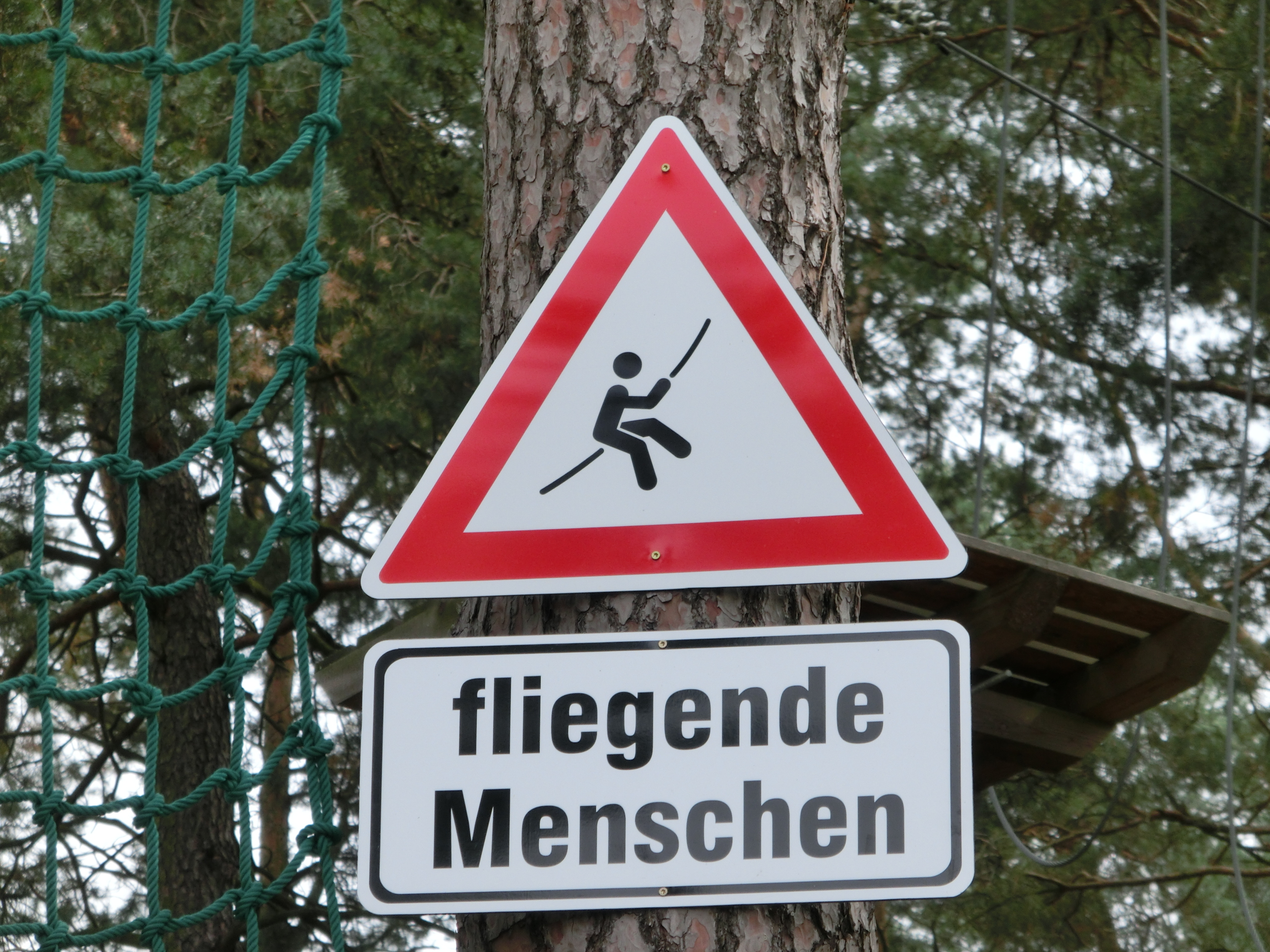
„Achtung!“

Bau und Betrieb von Hochseilgärten werden durch die EN 15567 1-2 geregelt. Beaufsichtigte Niedrigseilgärten unterliegen ebenfalls der EN 15567. Sind sie frei zugänglich, gelten sie rechtlich als Spielplatz bzw. Spiellandschaft und müssen die Regelungen der EN 1176 (Spielplatznorm) erfüllen.
Darüber hinaus besteht die freiwillige Möglichkeit, topropegesicherte Hochseilgärten nach dem Zero-Accident-Prinzip zu betreiben.

## Literatur

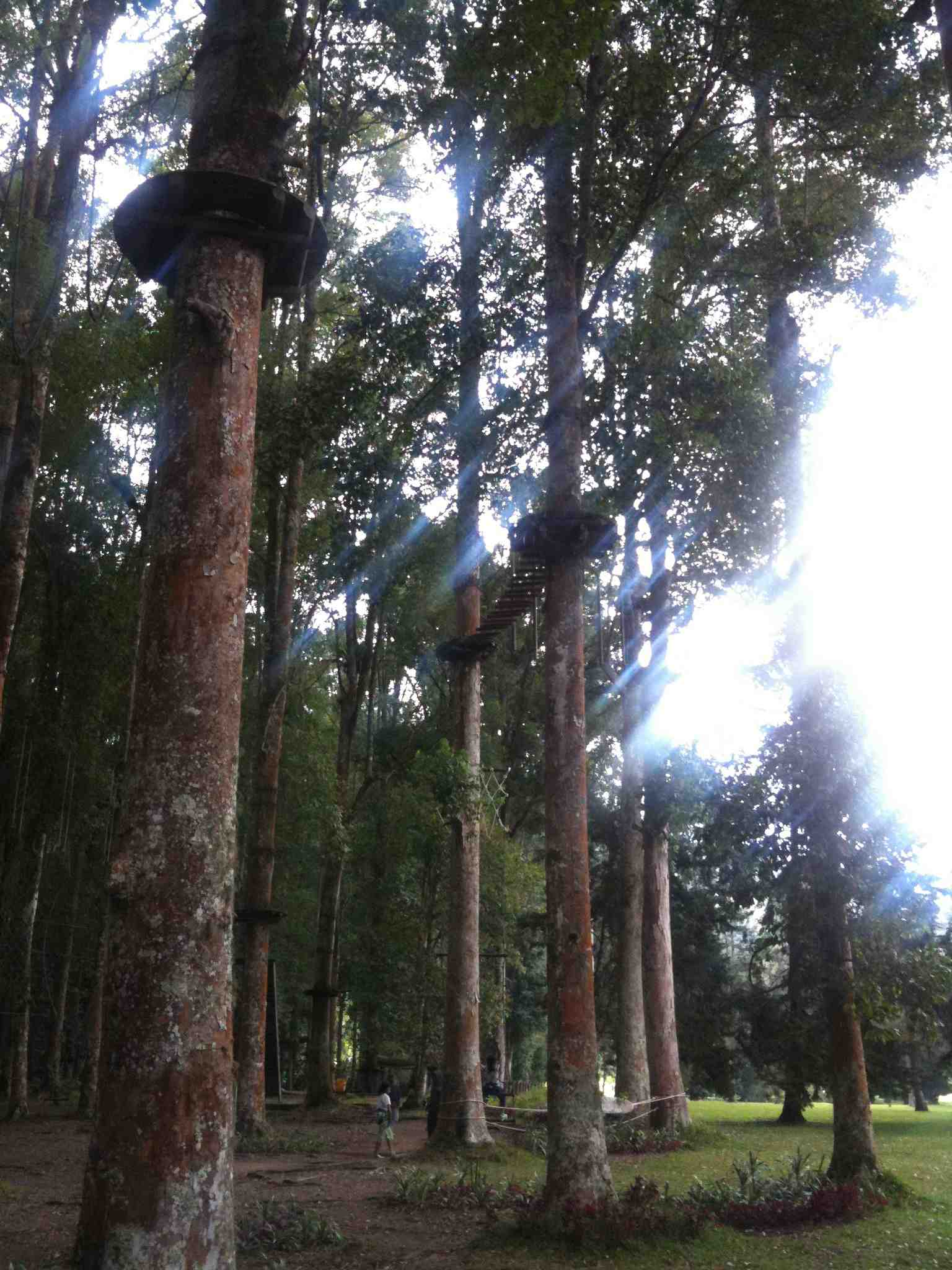
Waldseilgarten in Bali